# تاکائو سایتو
تاکائو سایتو (به ژاپنی: 斎藤 孝雄 Saitō Takao) (۵ مارس، ۱۹۲۹ –۶ دسامبر، ۲۰۱۴) یک فیلمبردار ژاپنی بود که اغلب با فیلمساز آکیرا کوروساوا همکاری می‌کرد. او نامزد جایزه اسکار بهترین فیلمبرداری برای فیلم آشوب در سال ۱۹۸۵ شد.